# كولوبنط كيتوني
كولوبنط كيتوني (الاسم العلمي:Colobanthus quitensis) هو نوع من النباتات يتبع جنس الكولوبنط من الفصيلة القرنفلية.